# Apogonia werneri
Apogonia werneri är en skalbaggsart som beskrevs av Marc Lacroix 2008. Apogonia werneri ingår i släktet Apogonia och familjen Melolonthidae. Inga underarter finns listade i Catalogue of Life.